# Alexander Kačaniklić
Alexander Kačaniklić (Helsingborg, 13 agosto 1991) è un ex calciatore svedese di origine serba, di ruolo centrocampista.

## Biografia
Ha un fratello maggiore, di nome Robin, anch'egli calciatore professionista. Il loro padre nacque in Svezia, da immigrati serbi provenienti dalla all'epoca Repubblica Socialista di Macedonia che si trovava in Jugoslavia.

## Carriera

### Club

#### Gli inizi
Kačaniklić passa agli inglesi del Liverpool nel 2007, trasferendosi dall'Helsingborg. Con i Reds, segna una rete nella finale di FA Youth Cup 2008-2009, contro l'Arsenal: furono però i Gunners ad aggiudicarsi il trofeo. Si trasferisce al Fulham ad agosto 2010, assieme a Lauri Dalla Valle, nell'ambito del trasferimento che porta Paul Konchesky al Liverpool.

#### Fulham e il prestito al Watford
Dopo circa due anni nella formazione riserve del Fulham, Kačaniklić viene convocato per la sfida contro il Sunderland del 19 novembre 2011. Il 30 gennaio 2012, fu poi prestato al Watford, formazione militante nella Football League Championship. Il giorno successivo, è titolare nel successo per 0-2 sul campo dell'Ipswich Town. Il 3 marzo, arriva la prima rete: è autore di un gol, infatti, nel successo per 3-2 sul Burnley. Martin Jol, manager del Fulham, lo richiama dal prestito alla fine di marzo, in virtù delle sue prestazioni.

#### Il ritorno al Fulham
Il 30 marzo, debutta nella Premier League: subentra infatti a Pavel Pogrebnjak nella vittoria per 2-1 sul Norwich City. Va anche vicino al gol, ma un suo tiro viene deviato dal portiere avversario John Ruddy e finisce sulla traversa. Il 7 aprile 2012, viene impiegato come titolare nel successo per 0-3 sul campo del Bolton. Poco prima di questa sfida, Jol annuncia la volontà del club di rinnovare il contratto del calciatore svedese. Il 18 agosto 2012, trova la prima rete nella massima divisione inglese, nel 5-0 inflitto al Norwich City.

#### Il prestito al Copenaghen
Il 1º settembre 2014, passa al Copenaghen con la formula del prestito.

#### Il ritorno al Fulham
Il 31 dicembre 2014 fa nuovamente ritorno al Fulham, con cui gioca in Championship nella restante parte della stagione 2014-2015 e nell'intera stagione 2015-2016.

#### Nantes
Il 15 giugno 2016 viene annunciato il suo passaggio ai francesi del Nantes, firmando un contratto quadriennale. Nel dicembre 2018, tuttavia, rescinde consensualmente il contratto che lo legava al club transalpino.

#### Hammarby
Il 9 febbraio 2019 viene presentato come nuovo centrocampista dell'Hammarby, una delle squadre della capitale svedese Stoccolma, con un contratto di tre anni. Si tratta della sua prima parentesi nel campionato di Allsvenskan, avendo giocato all'estero dall'età di 16 anni. Al primo anno in biancoverde mette a segno 10 reti e 8 assist in 25 partite di campionato, al secondo anno invece totalizza 4 reti e 9 assist in 23 partite.

#### Hajduk Spalato
Il 15 febbraio 2021, nell'ultima giornata valida per la finestra invernale, viene ufficializzato come nuovo rinforzo dell'Hajduk Spalato, con un contratto di tre anni e mezzo. Fa il suo debutto con la casacca dei Majstori s mora il 27 febbraio subentrando, al posto di Tonio Teklić, nel derby dell'Adriatico vinto per 1-0 allo Stadio Rujevica. Sempre contro il Rijeka il 1º maggio segna, su assist del compagno di squadra Marin Ljubičić, la sua prima rete per i Bili. Il 19 luglio 2022 rescinde consensualmente il contratto con il club spalatino.

#### AEL Limassol
Il 19 luglio, immediatamente dopo aver risolto il suo contratto con l'Hajduk Spalato, firma un contratto biennale con l'AEL Limassol.

### Nazionale
Kačaniklić rappresentò la Svezia Under-17 e la Svezia Under-19. Il 15 agosto 2012, fu convocato nella nazionale maggiore per la prima volta, al posto dell'infortunato Emir Bajrami, in vista della sfida amichevole contro il Brasile. Esordì nel corso del secondo tempo della sfida, subentrando a Christian Wilhelmsson: gli scandinavi furono sconfitti però per 0-3.

## Statistiche

### Presenze e reti nei club
Statistiche aggiornate al 2 settembre 2014.
| Stagione        | Club            | Campionato      | Campionato | Campionato | Coppe nazionali | Coppe nazionali | Coppe nazionali | Coppe continentali | Coppe continentali | Coppe continentali | Supercoppe | Supercoppe | Supercoppe | Totale | Totale |
| Stagione        | Club            | Comp            | Pres       | Reti       | Comp            | Pres            | Reti            | Comp               | Pres               | Reti               | Comp       | Pres       | Reti       | Pres   | Reti   |
| --------------- | --------------- | --------------- | ---------- | ---------- | --------------- | --------------- | --------------- | ------------------ | ------------------ | ------------------ | ---------- | ---------- | ---------- | ------ | ------ |
| 2009-2010       | Liverpool       | PL              | 0          | 0          | FACup+CdL       | 0+0             | 0               | UCL                | -                  | -                  | -          | -          | -          | 0      | 0      |
| 2010-2011       | Fulham          | PL              | 0          | 0          | FACup+CdL       | 0+0             | 0               | -                  | -                  | -                  | -          | -          | -          | 0      | 0      |
| 2011-gen. 2012  | Fulham          | PL              | 0          | 0          | FACup+CdL       | 0+0             | 0               | UEL                | 0                  | 0                  | -          | -          | -          | 0      | 0      |
| gen.-mar. 2012  | Watford         | FLC             | 12         | 1          | FACup+CdL       | 0+0             | 0               | -                  | -                  | -                  | -          | -          | -          | 12     | 1      |
| mar.-giu. 2012  | Fulham          | PL              | 4          | 0          | FACup+CdL       | 0+0             | 0               | -                  | -                  | -                  | -          | -          | -          | 4      | 0      |
| 2012-gen. 2013  | Fulham          | PL              | 15         | 3          | FACup+CdL       | 3+1             | 0               | -                  | -                  | -                  | -          | -          | -          | 19     | 3      |
| gen.-mar. 2013  | Burnley         | FLC             | 6          | 0          | FACup+CdL       | 0+0             | 0               | -                  | -                  | -                  | -          | -          | -          | 6      | 0      |
| mar.-giu. 2013  | Fulham          | PL              | 5          | 1          | FACup+CdL       | 0+0             | 0               | -                  | -                  | -                  | -          | -          | -          | 5      | 1      |
| 2013-2014       | Fulham          | PL              | 23         | 1          | FACup+CdL       | 3+3             | 0               | -                  | -                  | -                  | -          | -          | -          | 29     | 1      |
| ago.-set. 2014  | Fulham          | FLC             | 1          | 0          | FACup+CdL       | 0               | 0               | -                  | -                  | -                  | -          | -          | -          | 1      | 0      |
| Totale Fulham   | Totale Fulham   | Totale Fulham   | 48         | 5          |                 | 10              | 0               |                    | 0                  | 0                  |            |            |            | 58     | 5      |
| set. 2014-2015  | Copenaghen      | SL              | 7          | 2          | CD              | 1               | 0               | UEL                | 5                  | 0                  | -          | -          | -          | 0      | 3      |
| dic. 2015       | Fulham          | FLC             | 14         | 2          | FACup+CdL       | 2               | 0               | -                  | -                  | -                  | -          | -          | -          | 0      | 2      |
| Totale carriera | Totale carriera | Totale carriera | 87         | 10         |                 | 13              | 0               |                    | 5                  | 0                  |            |            |            | 106    | 10     |

### Cronologia presenze e reti in nazionale
| Cronologia completa delle presenze e delle reti in nazionale ― Svezia | Cronologia completa delle presenze e delle reti in nazionale ― Svezia | Cronologia completa delle presenze e delle reti in nazionale ― Svezia | Cronologia completa delle presenze e delle reti in nazionale ― Svezia | Cronologia completa delle presenze e delle reti in nazionale ― Svezia | Cronologia completa delle presenze e delle reti in nazionale ― Svezia | Cronologia completa delle presenze e delle reti in nazionale ― Svezia | Cronologia completa delle presenze e delle reti in nazionale ― Svezia |
| Data                                                                  | Città                                                                 | In casa                                                               | Risultato                                                             | Ospiti                                                                | Competizione                                                          | Reti                                                                  | Note                                                                  |
| --------------------------------------------------------------------- | --------------------------------------------------------------------- | --------------------------------------------------------------------- | --------------------------------------------------------------------- | --------------------------------------------------------------------- | --------------------------------------------------------------------- | --------------------------------------------------------------------- | --------------------------------------------------------------------- |
| 15-8-2012                                                             | Solna                                                                 | Svezia                                                                | 0 – 3                                                                 | Brasile                                                               | Amichevole                                                            | -                                                                     |                                                                       |
| 12-10-2012                                                            | Far Oer                                                               | Fær Øer                                                               | 1 – 2                                                                 | Svezia                                                                | Qual. Mondiali 2014                                                   | 1                                                                     |                                                                       |
| 16-10-2012                                                            | Berlino                                                               | Germania                                                              | 4 – 4                                                                 | Svezia                                                                | Qual. Mondiali 2014                                                   | -                                                                     |                                                                       |
| 14-11-2012                                                            | Solna                                                                 | Svezia                                                                | 4 – 2                                                                 | Inghilterra                                                           | Amichevole                                                            | -                                                                     |                                                                       |
| 6-2-2013                                                              | Solna                                                                 | Svezia                                                                | 2 – 3                                                                 | Argentina                                                             | Amichevole                                                            | -                                                                     |                                                                       |
| 22-3-2013                                                             | Solna                                                                 | Svezia                                                                | 0 – 0                                                                 | Irlanda                                                               | Qual. Mondiali 2014                                                   | -                                                                     |                                                                       |
| 26-3-2013                                                             | Slovacchia                                                            | Slovacchia                                                            | 0 – 0                                                                 | Svezia                                                                | Amichevole                                                            | -                                                                     |                                                                       |
| 3-6-2013                                                              | Solna                                                                 | Svezia                                                                | 1 – 0                                                                 | Macedonia                                                             | Amichevole                                                            | 1                                                                     |                                                                       |
| 7-6-2013                                                              | Vienna                                                                | Austria                                                               | 2 – 1                                                                 | Svezia                                                                | Qual. Mondiali 2014                                                   | -                                                                     |                                                                       |
| 11-6-2013                                                             | Stoccolma                                                             | Svezia                                                                | 2 – 0                                                                 | Fær Øer                                                               | Qual. Mondiali 2014                                                   | -                                                                     |                                                                       |
| 6-9-2013                                                              | Dublino                                                               | Irlanda                                                               | 1 – 2                                                                 | Svezia                                                                | Qual. Mondiali 2014                                                   | -                                                                     |                                                                       |
| 10-9-2013                                                             | Kazakistan                                                            | Kazakistan                                                            | 0 – 1                                                                 | Svezia                                                                | Qual. Mondiali 2014                                                   | -                                                                     |                                                                       |
| 11-10-2013                                                            | Solna                                                                 | Svezia                                                                | 2 – 1                                                                 | Austria                                                               | Qual. Mondiali 2014                                                   | -                                                                     |                                                                       |
| 15-10-2013                                                            | Solna                                                                 | Svezia                                                                | 3 – 5                                                                 | Germania                                                              | Qual. Mondiali 2014                                                   | 1                                                                     |                                                                       |
| 15-11-2013                                                            | Lisbona                                                               | Portogallo                                                            | 1 – 0                                                                 | Svezia                                                                | Qual. Mondiali 2014                                                   | -                                                                     |                                                                       |
| 19-11-2013                                                            | Solna                                                                 | Svezia                                                                | 2 – 3                                                                 | Portogallo                                                            | Qual. Mondiali 2014                                                   | -                                                                     |                                                                       |
| 5-3-2014                                                              | Ankara                                                                | Turchia                                                               | 2 – 1                                                                 | Svezia                                                                | Amichevole                                                            | -                                                                     |                                                                       |
| 9-10-2014                                                             | Solna                                                                 | Svezia                                                                | 1 – 1                                                                 | Russia                                                                | Qual. Euro 2016                                                       | -                                                                     |                                                                       |
| 18-11-2014                                                            | Marsiglia                                                             | Francia                                                               | 1 – 0                                                                 | Svezia                                                                | Amichevole                                                            | -                                                                     |                                                                       |
| 9-1-2020                                                              | Doha                                                                  | Moldavia                                                              | 0 – 1                                                                 | Svezia                                                                | Amichevole                                                            | -                                                                     |                                                                       |
| 12-1-2020                                                             | Doha                                                                  | Kosovo                                                                | 0 – 1                                                                 | Svezia                                                                | Amichevole                                                            | -                                                                     |                                                                       |
| Totale                                                                |                                                                       | Presenze                                                              | 21                                                                    |                                                                       | Reti                                                                  | 3                                                                     |                                                                       |

## Palmarès

### Club

#### Competizioni nazionali
- Coppa di Croazia: 1

Hajduk Spalato: 2021-2022